# Raparna metaphaea
Raparna metaphaea är en fjärilsart som beskrevs av George Francis Hampson 1926. Raparna metaphaea ingår i släktet Raparna och familjen nattflyn. Inga underarter finns listade.